# Yéké yéké
"Yéké yéké" är en sång från 1987 som spelades in av den guineanska sångaren Mory Kanté. Sången, som släpptes som en singel från hans album Akwaba Beach 1988, blev en internationell hit och var en av Afrikas bäst säljande låtar genom tiderna och toppade flera topplistor i Europa 1988. Det blev den första afrikanska singeln någonsin att sälja i över en miljon exemplar. Sången nådde topp fem i Frankrike, Schweiz, Tyskland och Nederländerna där den till och med toppade topplistorna i två på varandra följande veckor.
En remix, ”Afro Acid Mix”, gjordes speciellt för Storbritannien och nådde där #25. 1994 gjorde den tyska technoduon Hardfloor en remix på sången och släppte den nya versionen som fick måttlig framgång. På grund av låtens internationella popularitet gjorde kantopopsångaren Priscilla Chan en cover (地球大追蹤) som blev en del av hennes album "The Color of Autumn" från 1988.
Låten har fått viss uppmärksamhet bland svensktalande då det i refrängen låter som att Kanté sjunger se på lilla Lennart, se på lilla lennart. Den riktiga texten lyder dock Ké woyé boli lalé n'na doni kassi kan. Woyé boli lalé.

## Låtlista
7"-singel
1. "Yé ké yé ké" – 3:58
2. "Akwaba Beach" – 5:11

12"-maxi
1. "Yé ké yé ké" (remix) – 6:17
2. "Akwaba Beach" – 5:11
3. "Yé ké yé ké" – 3:58

12"-maxi - UK
1. "Yé ké yé ké" (Afro acids remix)
2. "Akwaba Beach"
3. "Yé ké yé ké" (fransk remix)

CD-singel
1. "Yé ké yé ké" (remix) – 6:20
2. "Akwaba Beach" – 5:14
3. "Yé ké yé ké" (live) – 7:17

## Topplistor
| Topplista (1988)          | Högsta position |
| ------------------------- | --------------- |
| Austrian Singles Chart    | 10              |
| Dutch Singles Chart       | 1               |
| Eurochart Hot 100         | 1               |
| French SNEP Singles Chart | 5               |
| German Singles Chart      | 2               |
| Irish Singles Chart       | 10              |
| Sverigetopplistan         | 12              |
| Swiss Singles Chart       | 2               |
| UK Singles Chart          | 29              |
| Topplista (1995) 1        | Högsta position |
| UK Singles Chart          | 25              |
| Irish Singles Chart       | 17              |
| Topplista (1996) 2        | Högsta position |
| UK Singles Chart          | 28              |

| Topplista vid slutet av året (1988) | Position |
| ----------------------------------- | -------- |
| Dutch Top 40                        | 12       |
| Swiss Singles Chart                 | 5        |